# Relative Record Data Set
Een Relative Record Data Set (RRDS) is een type dataset dat gebruikt wordt door het VSAM-opslagsysteem. 
Records worden benaderd op basis van hun "ordinal position" in het bestand. Bijvoorbeeld: het gewenste record dat benaderd moet worden kan het 42e record in het bestand zijn uit een totaal van 999.